# Ogre (Lettonia)
Ogre (in tedesco: Oger) è un comune della Lettonia appartenente alla regione storica della Livonia di 39 117 abitanti (dati 2009).
È situato 36 km ad est della capitale Riga, alla confluenza della Daugava con il fiume Ogre. Ha ottenuto lo status di città nel 1928.
Ogre è composta da tre parti: Jaunogre (cioè "Nuova Ogre"), Ogre (il centro della città), e Pārogre (cioè "Ogre attraverso [il fiume]").
Il nome Ogre deriva dal nome del fiume Ogre. Il villaggio di Ogre è stato menzionato per la prima volta nel 1206, chiamata Oger in tedesco. Nel 1861, quando fu costruita la ferrovia Riga-Daugavpils, gli abitanti di Riga iniziarono a costruire cottage estivi nella zona che divenne un centro di residenza estivo dal 1862.
Lo stemma cittadino fu creato nel 1938 e mostra il fiume e le pinete sull'Ogre.
Vi si trova un centro culturale, una scuola d'arte e una scuola di musica.
Come gran parte della Lettonia, la popolazione è metà lettone e metà russa e in città ci sono tre scuole di lingua lettone ed una di lingua russa: Jaunogres vidusskola.

## Etimologia
Il nome della città si dice che derivi dal russo (угри[ugri], cioè anguilla) (perché si diceva che il fiume Ogre ne fosse infestato). Si dice che Caterina la Grande di Russia sia stata una delle prime a chiamare in questo modo il fiume. Ad ogni modo è interessante notare che durante l'occupazione dell'Unione Sovietica, come parte della propaganda sovietica era usato raffigurare Vladimir Lenin con sotto la scritta Ogre.

## Località
Il comune è stato istituito nel 2002 con l'unione della città omonima col villaggio di Ogresgals. Con la riforma amministrativa del 2009 il comune ha assorbito le seguenti località:
- Krape
- Ķeipene
- Laubere
- Madliena
- Mazozoli
- Meņģele
- Suntaži
- Taurupe

## Amministrazione

### Gemellaggi
- Černihiv, Ucraina
- Joué-lès-Tours, dal 2005